# 維什蒂蒂斯湖
維什蒂蒂斯湖是歐洲東部的湖泊，位於立陶宛和俄羅斯接壤邊境，在第二次世界大戰前是東普魯士和立陶宛的邊界，湖泊面積17.83平方公里，其中5.44平方公里在立陶境內。